# Vertriebsstrategie
Der Begriff Vertriebsstrategie bezeichnet eine langfristig angestrebte, planvolle Gestaltung der Vertriebsfunktion im Rahmen eines Marketingplans. Gegenstand der Gestaltung sind vor allem (1) die Auswahl und Struktur der Zielkunden einschließlich Festlegung der Art der Kundenbeziehungen, (2) Definition der angestrebten Wettbewerbsvorteile, (3) Festlegung der Vertriebswege und des Vertriebsprozesses einschließlich der Beziehungen zu Vertriebspartnern sowie (4) Vorgabe von Rahmenbedingungen für die Konditionen- und Preispolitik. Hinzu kommt (5) die Auswahl und Entwicklung der Vertriebskompetenzen der Mitarbeiter im Vertrieb.

## Bedeutung der Vertriebsstrategie
Nach Robert Kaplan und David Norton sind sinkende Margen, Preiswettbewerb und Kostendruck meistens das Ergebnis einer fehlenden strategischen Ausrichtung des Vertriebs. Das zeigen zahlreiche empirische Studien. Mitunter dauert der Aufbau vertrauensvoller Kundenbeziehungen oder die Entwicklung von Vertriebskompetenzen mehrere Jahre. Wenn aber die „richtigen“ Kunden oder Segmente nicht rechtzeitig ausgewählt wurden, kommt es nahezu zwangsläufig zu Widersprüchen und Fehlentscheidungen im operativen Geschäft. Das Gleiche geschieht, wenn die Kundenbeziehungsstrategie, die Personalstrategie und die Kundenauswahl nicht aufeinander abgestimmt sind. Folglich besuchen immer häufiger die „falschen“ Verkäufer die „falschen“ Kunden mit „falschen“ Beratungsleistungen oder Kompetenzen. Der gesamte Vertriebsprozess kann somit nicht reibungslos funktionieren. Deswegen empfehlen die Autoren eine langfristig angelegte Kundenauswahl, Akquisitions- und Beziehungsstrategie, die auf entsprechenden Kennzahlen beruhen, als Grundlage jeder Vertriebsstrategie.

## Kundenauswahl im Rahmen der Vertriebsstrategie
Bei der Auswahl von Kunden im Rahmen der Vertriebsstrategie sind mehrere Kriterien zu beachten (siehe Kundenwert). Im Vordergrund stehen Aspekte wie Auftragsgröße, Preissensibilität, erwarteter Deckungsbeitrag, Kosten der Kundenpflege und zukünftiges Wachstum des Kunden. Als weiteres Auswahlkriterium kommen bestimmte Verhaltensweisen der Kunden in Frage. Michael Hutt und Thomas Speh unterscheiden unter anderem zwischen (1) „Programmed buyers“, die nicht sehr preisbewusst sind, keinen großen Wert auf Beratung legen und den Einkauf als Routinetätigkeit ansehen. Die nächste Gruppe sind (2) „Relationship buyers“; sie legen großen Wert auf gute Beziehungen, sind sehr gut informiert, machen aber keinen großen Druck bei Preisen und Serviceleistungen. Dagegen sind die (3) „Transaction buyers“ sehr preisbewusst und kennen den Markt sowie die Konkurrenzangebote sehr gut. In der Regel ist ihnen der Preis genauso wichtig wie der Service und die Beratung, weil sie über ausreichend eigenes Know-how verfügen. Zur letzten Gruppe gehören die (4) „Bargain hunters“ oder „Schnäppchenjäger“. Sie kaufen meistens große Mengen und sind extrem preisbewusst.
Ein weiteres Kriterium zur Ausrichtung der Vertriebsstrategie sind Kaufsituationen. Dazu zählt die „new-task buying situation“, bei der es um die Erarbeitung innovativer Problemlösungen für und mit Kunden geht. „Verkauft“ wird also ein noch nicht vorhandenes Produkt oder eine Lösung für ein strategisches oder organisatorisches Problem des Kunden, bei dem Experten beider Unternehmen über längere Zeit zusammenarbeiten. Beispiele wären: Errichtung einer Ölförderanlage oder Implementierung einer Unternehmenssoftware. Eine weitere typische Situation ist der „straight rebuy“. In diesem Falle haben der Anbieter und der Kunde umfangreiche Erfahrungen auf dem Kooperationsgebiet und verbessern kontinuierlich ihre Zusammenarbeit. Schließlich ist noch die „modified rebuy situation“ zu erwähnen. In der Regel verfügt der Kunde dabei über ein System zur Bewertung der Leistungen von Lieferanten (siehe Lieferantenbewertung) und er entscheidet sich von Fall zu Fall für den Anbieter, der anhand vorgegebener Kriterien wie  Preis-Leistungs-Verhältnis, Fehlerquote, Lieferzuverlässigkeit, Servicequalität, Flexibilität und Kooperationsbereitschaft am besten bewertet wird.

## Strategische Klassifizierung von Kundenbeziehungen
Die allgemeine Faustregel, wonach es etwa zehn Mal teurer ist, einen neuen Kunden zu gewinnen als einen Stammkunden zu halten, verdeutlicht die Bedeutung des Managements von Kundenbeziehungen und der Kundenbindung als Grundlage der Vertriebsstrategie. Dabei unterscheidet man zwischen einer finanziellen, sozialen, individuellen, strukturellen und emotionalen Bindung. Bei der finanziellen Bindung bleibt der Kunde dem Unternehmen treu, weil er klare finanzielle Vorteile hat. Dazu gehören Preis- und Kostenvorteile sowie günstige Liefer- und Zahlungsbedingungen. Die soziale Bindung beruht im Wesentlichen auf persönlichen Kontakten, die durch Freundlichkeit, Zuverlässigkeit, Kompetenz und Entgegenkommen gekennzeichnet sind. Die wichtigsten Merkmale der individuellen Bindung sind intensive Beratung und Anpassung des Angebots an die Wünsche des Kunden. Bei der strukturellen Bindung sind Kunde und Anbieter durch gemeinsame Projekte, Investitionen, Nutzung von Anlagen sowie einen intensiven Erfahrungs- und Informationsaustausch verbunden. Bei guten Erfahrungen, beiderseitigen Vorteilen und einer reibungslosen Zusammenarbeit entsteht Vertrauen als Grundlage der emotionalen Bindung.

## Gestaltung von Kundenbeziehungen im Rahmen der Vertriebsstrategie
Nach einer empirischen Studie von Robert Palmatier, bei der 446 Transaktionen und Daten von 2554 Kunden von Vertriebsagenturen ausgewertet wurden, hatten Unternehmen mit überdurchschnittlich guten Kundenbeziehungen einen höheren Kundenwert (Customer Value) als der Durchschnitt. Der Kundenwert ist dabei definiert als der Umsatz der Agentur mit dem jeweiligen Kunden, multipliziert mit dem jeweiligen Vertriebs-Provisionssatz. Der Kundenwert korreliert positiv mit drei Faktoren: Kontaktdichte (contact density), Beziehungsqualität (relationship quality) und Autorität des Kontakts (contact authority) Zu ähnlichen Ergebnissen kam eine Studie von John Fleming und Co-Autoren, bei der 1900 Unternehmen untersucht wurden. Diese empirischen Studien verdeutlichen eindrucksvoll die strategische Bedeutung guter Kundenbeziehungen und entsprechend qualifizierter Mitarbeiter als wesentliche Elemente der Vertriebsstrategie.
Die Gestaltung der Kundenbeziehungen setzt eine systematische Diagnose – zum Beispiel mithilfe einer Kundenbefragung – voraus. Palmatier unterscheidet dabei drei Dimensionen der Kundenbeziehung (siehe nebenstehende Grafik): Beziehungsqualität, Kontaktdichte und Kontaktautorität. Wichtige Merkmale der Beziehungsqualität sind das Interesse an der Beziehung, das Vorhandensein einer Vertrauensbasis, Gegenseitigkeit und ein geringer Aufwand für die Beziehungspflege. Die Kontaktdichte misst die Anzahl der Kontakte, die notwendig sind, um die Abläufe beim Kunden zu kennen und zu verstehen. Dazu gehören auch die Kenntnis von Entscheidungsträgern sowie der Austausch von Informationen und der Wissenstransfer. Die Kontaktautorität soll Auskunft über die Kontaktpersonen geben. Typische Fragen sind dabei: *Welche Entscheidungsbefugnisse haben diese Personen? *Ermöglichen sie den Zugang zu wichtigen Entscheidungsträgern? 
- Über welche finanziellen und personellen Ressourcen verfügen sie?
- Können sie Initiativen anstoßen?
- Was kann man über die weitere Entwicklung des Unternehmens oder zukünftige Herausforderungen lernen?

Die Gestaltung von Kundenbeziehungen ist nur langfristig möglich und somit ein wesentlicher Bestandteil der Vertriebsstrategie.

## Fazit
Die zentrale Aufgabe und Verantwortung des Vertriebs ist es, Umsatz mit einem bestimmten Deckungsbeitrag zu generieren. Dabei gilt der – oft übersehene – Grundsatz, nach dem der heutige Umsatz das Resultat von Entscheidungen (Handlungen oder Unterlassungen) ist, die vor drei bis fünf Jahren getroffen wurden. Das gilt vor allem für die Auswahl von Kunden nach strategischen Kriterien, den Aufbau vertrauensvoller Beziehungen, die Organisation des Vertriebsprozesses und die dazu passende Qualifizierung der Mitarbeiter im Vertrieb. Kurzfristig sind derartige Versäumnisse kaum zu beheben. Folglich ist eine nachhaltige Umsatzsteigerung umso schwieriger, je größer die Unklarheit über die Vertriebsstrategie ist. Die Vertriebsstrategie ist die wichtigste Voraussetzung für den Vertriebserfolg, wie es die skizzierten empirischen Studien aufzeigen. Erst auf der Grundlage einer klaren und kommunizierten Vertriebsstrategie sollte man über die anzustrebenden Wettbewerbsvorteile, die Gestaltung des Vertriebsprozesses, die Entwicklung der Vertriebskompetenzen und die übrigen Aspekte der Vertriebspolitik (früher Distributionspolitik genannt) entscheiden.